# Teleférico do Alemão
O Teleférico do Alemão é um sistema de teleférico que instalado nas comunidades do Complexo do Alemão, situado na Zona Norte da cidade do Rio de Janeiro. O sistema entrou em operação no dia 7 de julho de 2011. Foi operado pelo Consórcio Rio Teleféricos de 7 de julho de 2011 a 14 de outubro de 2016. É composto por uma única linha em operação, que possui 6 estações e 3,5 km de extensão.  A Estação Bonsucesso possibilita integração com os trens da SuperVia.
O serviço está inoperante desde o dia 14 de outubro de 2016 devido à falta de pagamento ao consórcio por parte do estado e ao desgaste de um dos cabos de tração. Outro fator apontado para a suspensão foi a retomada do controle do Complexo pelo crime organizado e o fim das Unidades de Polícia Pacificadora (UPPs).
A retomada das operações do sistema que estava prevista para 2023, foi adiada para abril de 2024 após diversos atrasos, de acordo com a Secretaria de Estado de Infraestrutura e Obras do Rio de Janeiro (SEIOP), que comanda a reforma e revitalização das estruturas e estações que compõem o teleférico. Antes das reformas, que iniciaram em 2022, o sistema foi abandonado pelo poder público e ficou em ruínas.
Quando em operação atendeu as seguintes comunidades do Complexo do Alemão: Adeus, Alemão, Baiana e Palmeiras. O sistema transportava uma média de 10 mil passageiros por dia em 2012. Era operado por 152 gôndolas, com capacidade para dez passageiros cada uma, sendo oito sentados e dois em pé. A viagem da primeira estação (Bonsucesso) à última (Palmeiras) tinha duração média de dezesseis minutos.

## História
Parte do conjunto de intervenções urbanísticas projetada para a comunidade pelo arquiteto Jorge Mario Jáuregui, o Teleférico do Alemão, o primeiro sistema de transporte de massa por cabo do Brasil, foi inaugurado no dia 7 de julho de 2011 em cerimônia que contou com a presença da presidente Dilma Rousseff, do governador Sérgio Cabral e do prefeito Eduardo Paes. Sua construção foi inspirada no Metrocable de Medellín que, assim como o Teleférico do Alemão, é integrado com linhas de trem de superfície (Metrô de Medellín e Tranvía de Ayacucho), além de ligar o "morro" com o "asfalto".
Em 2016, a SuperVia anunciou que não iria mais operar o sistema a partir do dia 7 de março de 2016. O sistema passou a ser operado na época pelo Consórcio Rio Teleféricos. Segundo a Secretaria de Estado de Transportes do Rio de Janeiro (SETRANS), há faturas em aberto desde abril de 2016 e que a prioridade do governo era o pagamento dos salários do funcionalismo.
Em 15 de setembro de 2016, a SETRANS anunciou que o teleférico ficaria inoperante por cerca de seis meses para manutenção. O motivo da paralisação do sistema seria a evolução do desgaste de um dos cabos de aço utilizados. À época, foi apontado que a retomada da operação dependia da troca do cabo, que seria fabricado na Áustria, e da disponibilidade de recursos para o pagamento das despesas do sistema.
A estrutura foi abandonada pelo poder público desde então, transformando-se em ruínas, com estações ocupadas por entulhos, invasões e deterioração por vandalismo.
Em 2022, o Governo do Estado do Rio de Janeiro anunciou o início de reformas e a revitalização das estruturas, com retorno às operações originalmente previsto para julho de 2023 e adiado para abril de 2024 após uma série de atrasos.

## Estações
O sistema é composto por 6 estações em operação, das quais todas são elevadas. A tabela abaixo lista a sigla, o nome, a data de inauguração, a comunidade atendida, os modais de transporte que são integrados, a posição e as coordenadas geográficas de cada estação.
| Sigla | Nome       | Inauguração        | Comunidade           | Integração             | Posição    | Latitude      | Longitude     |
| ----- | ---------- | ------------------ | -------------------- | ---------------------- | ---------- | ------------- | ------------- |
| BCO   | Bonsucesso | 7 de julho de 2011 | -                    | Estação de Trem Urbano | Superfície | 22° 52' 03" S | 43° 15' 19" O |
| ADS   | Adeus      | 7 de julho de 2011 | Morro do Adeus       | -                      | Elevada    | 22° 51' 54" S | 43° 15' 40" O |
| BNA   | Baiana     | 7 de julho de 2011 | Morro da Baiana      | -                      | Elevada    | 22° 51' 30" S | 43° 15' 59" O |
| ALO   | Alemão     | 7 de julho de 2011 | Morro do Alemão      | -                      | Elevada    | 22° 51' 29" S | 43° 16' 15" O |
| IRE   | Itararé    | 7 de julho de 2011 | Itararé              | -                      | Elevada    | 22° 51' 41" S | 43° 16' 19" O |
| PMS   | Palmeiras  | 7 de julho de 2011 | Favela das Palmeiras | -                      | Elevada    | 22° 51' 46" S | 43° 16' 54" O |